# Angelo Amato
Angelo Amato (Molfetta, 8 giugno 1938 – Roma, 31 dicembre 2024) è stato un cardinale e arcivescovo cattolico italiano.

## Biografia
Nacque a Molfetta, sede vescovile in provincia di Bari, l'8 giugno 1938.

### Formazione e ministero sacerdotale
Entrato nei salesiani, dopo il noviziato frequentò il liceo salesiano di Catania. Studiò poi filosofia e teologia a Roma.
Il 22 dicembre 1967 fu ordinato presbitero.
Studiò all'Università Pontificia Salesiana e, a partire dal 1968, alla Gregoriana. Si specializzò in cristologia. Nel 1972 cominciò ad insegnare all'Università salesiana come assistente. Nel 1974 conseguì il dottorato con una dissertazione su I pronunciamenti tridentini sulla necessità della confessione sacramentale nei canoni 6-9 della Sessione XIV (relatore fu il gesuita padre Zoltan Alszeghy).
Negli anni 1978-1979 fu borsista del patriarcato ecumenico di Costantinopoli a Salonicco in Grecia, presso il monastero ortodosso Moní Vlatádon, sede del rinomato Istituto patriarcale di studi patristici. Contemporaneamente frequentò anche l'Università Aristotele di Salonicco.
Nel 1988 trascorse un anno sabbatico a Washington, negli Stati Uniti d'America, dove iniziò a studiare la teologia delle religioni.
Fu ordinario di dogmatica presso la UPS, e per dodici anni (1981-1987 e 1993-1997) fu decano della facoltà di teologia. Della stessa UPS fu anche prorettore nel 1991 e poi vicerettore (1997-2000).
Fu consultore della Congregazione per la dottrina della fede, del Pontificio consiglio per la promozione dell'unità dei cristiani e della Congregazione per i vescovi, nonché membro della Pontificia accademia mariana internazionale.

### Ministero episcopale e cardinalato

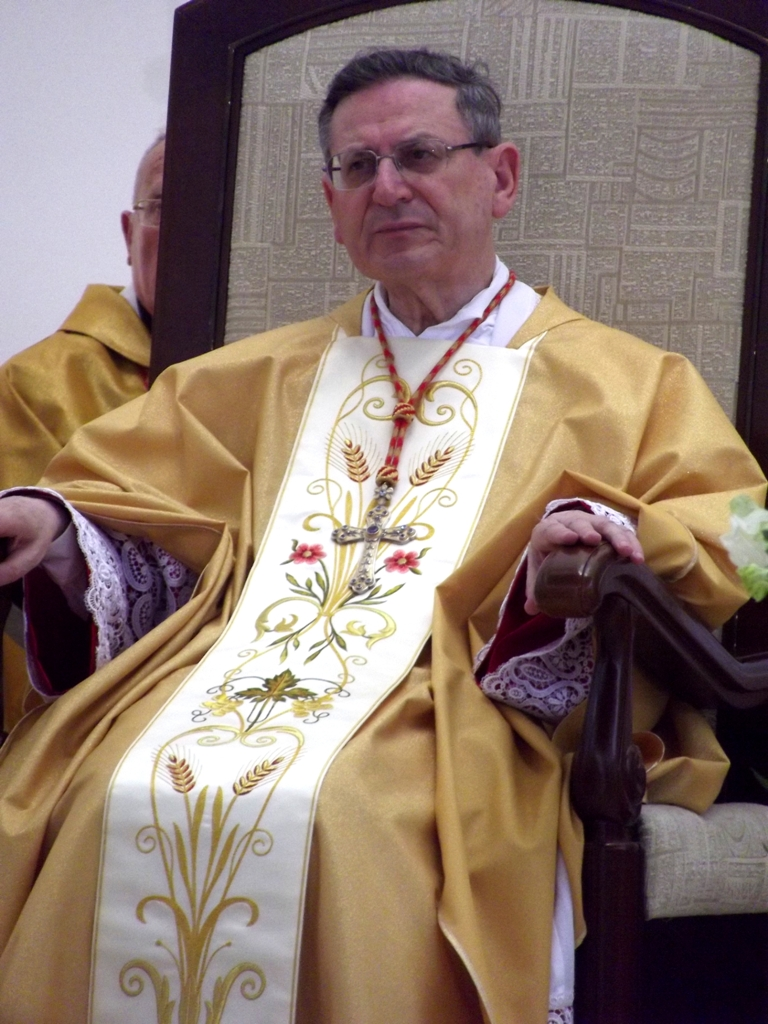
Angelo Amato nel santuario della Divina Misericordia di Cracovia, 9 giugno 2013

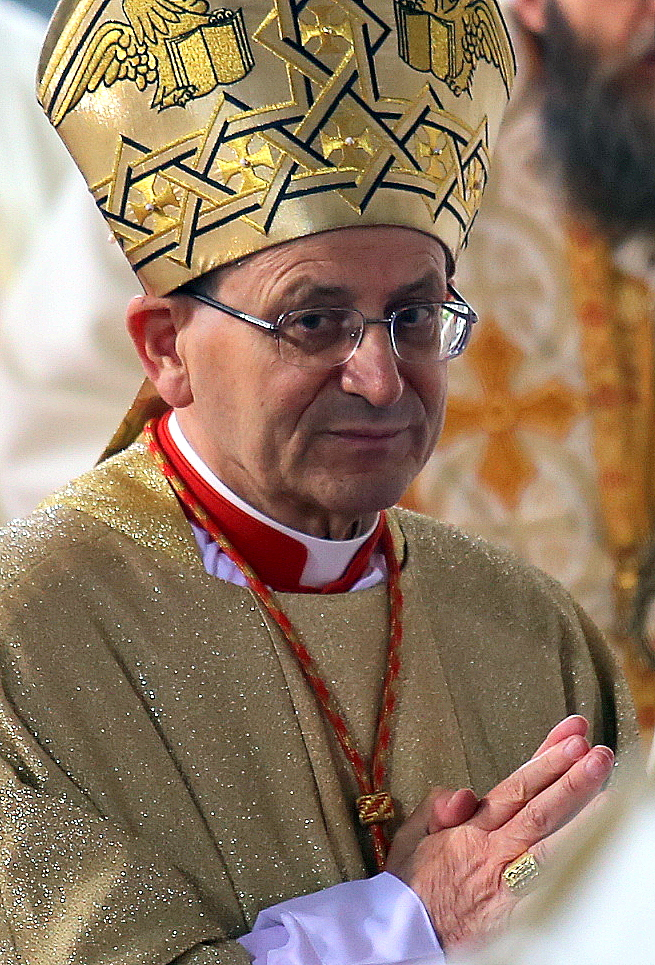
Il cardinale Amato durante la beatificazione del salesiano Stefano Sándor, nella basilica di Santo Stefano a Budapest, il 19 ottobre 2013

Il 19 dicembre 2002 papa Giovanni Paolo II lo nominò arcivescovo titolare di Sila e segretario della Congregazione per la dottrina della fede; succedette a Tarcisio Bertone, precedentemente nominato arcivescovo metropolita di Genova. Il 6 gennaio 2003 ricevette l'ordinazione episcopale, nella basilica di San Pietro in Vaticano, per l'imposizione delle mani dello stesso pontefice, co-consacranti gli arcivescovi Leonardo Sandri e Antonio Maria Vegliò (poi entrambi cardinali).
Fu tra gli estensori principali della dichiarazione Dominus Iesus, documento su cui ritornò in alcuni scritti.
Il 9 luglio 2008 papa Benedetto XVI lo nominò prefetto della Congregazione delle cause dei santi; succedette al cardinale José Saraiva Martins, dimessosi per raggiunti limiti di età.
Dal 2010 al 2014 fu membro della Commissione internazionale di inchiesta su Međugorje presso la Congregazione per la dottrina della fede.
Nel concistoro del 20 novembre 2010 papa Benedetto XVI lo creò cardinale diacono di Santa Maria in Aquiro; l'11 febbraio 2011 prese possesso della diaconia.
L'8 giugno 2018 compì ottant'anni e, in base a quanto disposto dal motu proprio Ingravescentem Aetatem di papa Paolo VI del 1970, uscì dal novero dei cardinali elettori e decadde da tutti gli incarichi ricoperti nella Curia romana.
Ricoprì l'ufficio di prefetto della Congregazione delle cause dei santi fino al 31 agosto 2018; il giorno seguente gli succedette il cardinale Giovanni Angelo Becciu.
Morì a Roma il 31 dicembre 2024 all'età di 86 anni. Le esequie vennero celebrate il 2 gennaio 2025 dal cardinale Giovanni Battista Re, decano del collegio cardinalizio, all'altare della Cattedra nella basilica di San Pietro in Vaticano; al termine, papa Francesco presiedette il rito dell'ultima commendatio e della valedictio. Venne successivamente sepolto nel cimitero di Faicchio presso la cappella delle Suore degli Angeli.

## Genealogia episcopale
La genealogia episcopale è:
- Cardinale Scipione Rebiba
- Cardinale Giulio Antonio Santori
- Cardinale Girolamo Bernerio, O.P.
- Arcivescovo Galeazzo Sanvitale
- Cardinale Ludovico Ludovisi
- Cardinale Luigi Caetani
- Cardinale Ulderico Carpegna
- Cardinale Paluzzo Paluzzi Altieri degli Albertoni
- Papa Benedetto XIII
- Papa Benedetto XIV
- Papa Clemente XIII
- Cardinale Enrico Benedetto Stuart
- Papa Leone XII
- Cardinale Chiarissimo Falconieri Mellini
- Cardinale Camillo Di Pietro
- Cardinale Mieczysław Halka Ledóchowski
- Cardinale Jan Maurycy Paweł Puzyna de Kosielsko
- Arcivescovo Józef Bilczewski
- Arcivescovo Bolesław Twardowski
- Arcivescovo Eugeniusz Baziak
- Papa Giovanni Paolo II
- Cardinale Angelo Amato, S.D.B.

## Araldica
| Stemma | Blasonatura |
| ------ | --- |
|        | Di azzurro, cappato di rosso, al delfino d'argento; sulla cappa destra, alla conchiglia d'oro, e sulla cappa sinistra alle 3 stelle a otto raggi d'oro poste 2, 1. |

## Opere
- Angelo Amato, Gesù il Signore, Bologna, EDB, 1999, ISBN 9788810503546.